# Eulaceura sitarama
Eulaceura sitarama är en fjärilsart som beskrevs av Hans Fruhstorfer 1913. Eulaceura sitarama ingår i släktet Eulaceura och familjen praktfjärilar. Inga underarter finns listade i Catalogue of Life.